# André Nzapayeké
André Nzapayeké, né le 20 août 1951 à Bangassou (alors en Oubangui-Chari, Afrique-Équatoriale française), est un banquier et spécialiste du développement rural centrafricain, Premier ministre du 27 janvier au 10 août 2014.

## Biographie
Originaire du sud-est de la Centrafrique et de confession chrétienne, André Nzapayeké suit des études aux Pays-Bas puis travaille en Centrafrique dans le secteur du développement, sillonnant pour cela de nombreux villages du pays. Plus tard, il crée un bureau d'études, la Cossocim, et enseignera également à l'université. Il est brièvement ministre du Développement rural.
Il va démarrer une carrière dans différents organismes et banques internationales comme la Banque mondiale, les Nations unies ou la Coopération luxembourgeoise. Il travaille ensuite à la Banque africaine de développement, dont il sera administrateur pour l'Afrique centrale et vice-président de 2010 à 2012. Au sein de cette banque, il travaille sur l'application des accords de paix entre les différentes parties lors du conflit au Soudan. Depuis novembre 2012, il est vice-président de la Banque de développement des États de l'Afrique centrale (BDEAC). 

### Premier ministre
Le 25 janvier 2014, il est nommé Premier ministre par Catherine Samba-Panza, chef de l'État de transition, confirmant le choix de celle-ci d'une personnalité non partisane avec un profil technocrate. Il est investi dans ses fonctions deux jours plus tard.